# Nicolás Bufidis
Nicolás Bufidis (Provincia de Córdoba, 30 de enero de 1927 - Buenos Aires, 9 de noviembre de 2003). Profesor de Bellas Artes, grabador, pintor y decorador mural Argentino. Egresado de la Escuela de Bellas Artes "Manuel Belgrano"  y Escuela Superior de Bellas Artes "Ernesto de la Cárcova". 

Ejerció la docencia en la Escuela Superior de Bellas Artes "Ernesto de la Cárcova", Escuela Nacional de Bellas Artes "Prilidiano Pueyrredón", en la Escuela para Adultos y en su propio taller. 

Intervino en salones Nacionales, Provinciales y exposiciones colectivas en el país, Perú y Bolivia. Exposición Itinerante del Grabado en Miami y en el Cercano Oriente. Exposiciones individuales en Paraná, Salón Auditorio Grimau, Sala Taller, Banco Credicoop, Galería Souddan, Asoc. del Personal Superior de SEGBA y otras. Miembro del Club de la Estampa de Buenos Aires y de XYLON Argentina. Realizador y colaborador de decoraciones murales.
Participó en concursos y muestras entre 1946 y 2002. Fue miembro de jurados en varias ocasiones.

## Homenaje
- 2006 - Se realizó la Trienal Iberoamericana de Grabado en pequeño formato "Homenaje a Nicolas Bufidis", XYLON Argentina, en el Museo de Artes Plásticas Eduardo Sívori.
- 2007 - Gira de la Trienal Iberoamericana de Grabado en pequeño formato "Homenaje a Nicolas Bufidis", XYLON Argentina, por varias provincias de la Rep. Arg.[1]